# Pilot Mound (Iowa)
Pilot Mound – miasto w Stanach Zjednoczonych, w stanie Iowa, w hrabstwie Boone. W 2000 roku liczyło 215 mieszkańców.